# Say What You Will, Clarence...Karl Sold the Truck
Say What You Will, Clarence...Karl Sold the Truck est le premier album du groupe rock américain Soul Asylum.
Il est originellement paru sous le titre Say What You Will, Clarence...Everything Can Happen le 24 avril 1984.
L'album, réalisé par le chanteur d'Hüsker Dü, Bob Mould, fut lancé en disque vinyle et en cassette audio, avant d'être réédité en disque compact en 1988, sous le nouveau titre Say What You Will, Clarence...Karl Sold the Truck et avec cinq morceaux additionnels. Ses cinq chansons avaient été lancées sur Time's Incinerator, un album rare paru uniquement en cassette audio, en 1986.

## Liste des morceaux
Toutes les chansons sont de Dave Pirner :
1. Draggin Me Down* – 2:08
2. Long Day – 2:46
3. Money Talks – 2:32
4. Voodoo Doll – 3:42
5. Stranger – 3:44
6. Do You Know* – 1:54
7. Sick Of That Song – 0:52
8. Religiavision – 5:09
9. Spacehead* – 2:08
10. Walking – 2:20
11. Broken Glass* – 2:23
12. Masquerade* – 5:16
13. Happy – 2:45
14. Black And Blue – 3:27

## Production
Karl Sold the Truck fait référence à une anecdote de 1984, alors que le bassiste Karl Mueller, qui vendit le pickup Chevrolet[Lequel ?] que le groupe utilisait comme véhicule de tournée pour une fourgonnette Dodge.

## Accueil et critiques
Il s'est vendu précisément 6738 copies vinyle et 2639 cassettes de Say What You Will, Clarence...Everything Can Happen. L'album n'a jamais été réédité dans ces deux formats.[réf. nécessaire]